# مرشح متوسطي
المرشح المتوسطي Median filter مرشح يستعمل في ميدان المعالجة الرقمية للصور. يمكن النظر إلى الصورة الرقمية إلى انها عبارة عن مربعات صغيرة تسمى بكسل كل من هذه المربعات يحمل عددا يرمز إلى لون معين في نظام ألوان معين. يقوم المرشح المتوسطي بتجميع هذه الأعداد في محيط معين للبكسل المعني كأن يقوم بتجميع كل الأعداد التي في البكسلات الملاصقة لبكسل معين. بعد ذلك يقوم المرشح بترتيب هذه الأعداد وبأخذ العدد الذي هو في وسط القائمة. هذا العدد الذي يرمز للون معين يتم استعماله للبكسل المعني أي ان البكسل المعني يأخذ هذا اللون.

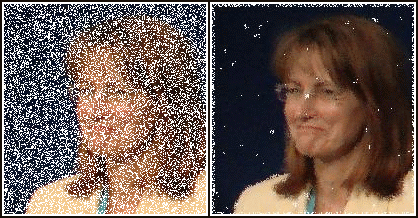
تحسين صورة مشوشة عن طريق مرشح متوسطي
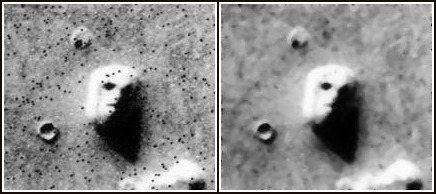
تحسين صورة مشوشة عن طريق مرشح متوسطي